# Список кораблей Бородино
Совокупность имён плавсредств, наречённых Бородино/Borodino как объект нематериального культурного наследия, входящего в историко-культурное пространство разных стран, помогает осознанию нынешнему поколению роли и места Бородинского сражения в отечественной и мировой истории, а также выполняет функцию сохранения исторической памяти.
На текущий момент выявлено и опубликовано 29 плавсредств, имеющих самые различные номенклатурные термины (корабль, бриг, шхуна и т. д.) в работе «Память о Бородинском сражении в названиях плавсредств» .

## Список плавсредствБородино/Borodino
- 1. Корабль (ship) Borodino, водоизмещение — 309 т., двухпалубный, обшитый медью, Англия, год постройки — март-апрель 1813 г. Место постройки- порт Шилдс (Shields), графство Тайн-энд-Уир на севере Англии. Владелец — Thomas Row;[2]
- 2. Корабль (ship) Бородино/ Borodino, водоизмещение — 339 т. С 1819 г. — Российская империя, капитан — З. И. Понафидин, владелец — Российско-американская компания.[3] С 1821 г. вновь продан Англии, перевозил каторжан в Австралию[4]. Год постройки — 1810 г. По 1819 г. принадлежал Англии, название на тот период не установлено;
- 3. Бриг (brig),	Borodino, Англия;
- 4. Бриг (brig),	Borodino, США/Англия, год упоминания в СМИ — 1841 г.;
- 5. Шхуна (schooner),	Borodino, США, 1862 г., архив	г. Глостер, штат Массачусетс;
- 6. Корабль, (тип Иезекиль) Бородино,	Российская империя,	1830 г,	водоизмещение — 3000 т. 74 — 80 пушек. После 1847 г. перестроен в блокшив;
- 7. Корабль, тип Бородино. фрегат с 1855 г.	Бородино,	Российская империя,	1850 г.,	74 пушки. На фрегате — 58 пушек;
- 8. Торговый корабль (merchant ship).	Borodino,	США, 1863 г.;
- 9. Буксир паровой, регистровый № 120039.	Бородино	Российская империя/СССР,	1898 г.	Утилизирован в 1959 г. Камское речное пароходство.
- 10. Эскадренный броненосец	Бородино Российская империя,	1901 г.	Погиб при Цусиме в 1905 г.
- 11. Теплоход товарно-пассажирский, тип Бородино .	Российская империя/СССР/РФ.	Построен на Коломенском заводе в 1911 г. по заказу пароходного общества Кавказ и Меркурий. Утилизирован в 1997 г. в Казани;
- 12. Буксир паровой	Бородино 	Российская империя. 1909 г.	Посёлок Пинега, Архангельская область. Реквизирован англичанами в 1919 году, сохранив название — Borodino, Англия ;
- 13. Винтовой пароход (S.S./screw steamer), вспомогательное судно флота (RFA), IMO 132268; Borodino, Англия,	построен в 1911 г.,	водоизмещение — 2 004 т. Владелец — Ellermanʼs and Wilson Line, Ltd.Затоплен в бухте Зеебрюгге в 1940 г., (возможно???) был в составе группы оккупационных войск на Севере России;
- 14. Линейный крейсер	Бородино,	Российская империя/СССР/Германия,	1915 г.	Спущен на воду 19.07.1915 г. Строительство начато 06.12.1912 г., старший помощник главного судостроителя П.Ф. Папковича - капитан второго ранга А.И. Балкашин, утилизирован в 1923 г. в Киле, Германия;
- 15. Пароход грузо-пассажирский, регистровый № 005843. Бородино (1958—1959),	Российская империя/СССР, 1915 г.,	водоизмещение — 331 т. Утилизирован. Построен на заводе Изюмов-Гришанов, Н. Новгород;
- 16. Буксир паровой, регистровый № 131206.	Бородино,	СССР,	1937 г.	Утилизирован в 1967 г. Приписка г. Братск;
- 17. Пароход грузовой, проект 1079	Бородино (бывший Colobre-15, USA),	СССР, водоизмещение — 6 864 т. Передан по ленд-лизу. Списан в 1963 г.;
- 18. Катер, проект 351, тип Ярославец, регистровый № 01723.	Бородино,	СССР, 1949 г.	Утилизирован в 1981 г. Приписка г. Красноярск;
- 19. Пароход грузопассажирский , IMO 5504895.	Borodino, Англия, 1950 г.,	водоизмещение — 3 206 т. Утилизирован в 1967 г. Владелец — Ellerman’s Wilson Line Ltd., Hull;
- 20. Траулер, IMO 6852675.	Бородино	СССР	1956	водоизмещение — 248 т. Утилизирован;
- 21. Водомётный катер с движителем инженера Хренникова, проект ВБ-15, регистровый № 128053.	Бородино	СССР, 1956 г.	Утилизирован в 1969 г. Приписка г. Ленинград;
- 22. Траулер СРТ-300, регистровый № М-22219.	Бородино	СССР , 1958 г.	Утилизирован в 1974 г., порт Находка;
- 23. Речной теплоход, проект 305, тип Дунай, регистровый № 142940.	Бородино СССР/РФ, 1961 г.	Действует, порт Нижний Новгород;
- 24. Учебный корабль, проект 1886У.	Бородино,	СССР/РФ, 1968 г.	Утилизирован в 1996 г. ВМФ РФ.
- 25. Танкер, IMO 6910271, Бородино/ Borodi,	CCCP/Cayman Islands,	год постройки — 1969 г.,	водоизмещение — 3 1524 т. Списан в 1986 г., г. Джорджтаун;
- 26. Сухогруз, IMO 7036541,	Borodine (1971—1989; 2005 -?),	Бразилия,	водоизмещение — 5 288 т. Построен во Франции в 1971 г. Не действует;
- 27. Траулер БМРТ проект 1288, тип Пулковский меридиан, IMO	8831649.	Бородино	СССР/РФ,	1990 г.,	водоизмещение — 4 407 т. Действует, порт Владивосток;
- 28. Танкер, проект 19614 , тип Нижний Новгород, IMO	9340881.	Бородино	РФ,	2004 г.,	водоизмещение — 5 600 т. Действует, порт Петербург;
- 29 Учебный корабль, проект 12441у.	Бородино, 2011 г.	В 2015 г. исключён из списков состава ВМФ РФ.